# Nantes Floorball
Maillots
Le club de Nantes Floorball est un club de floorball basé à Nantes

## Histoire
Autrefois appelé CLAP Floorball, le club a pris depuis le 14 juin 2013, le nom "Nantes Floorball".
Les équipes au sein du club se décomposent ainsi :
- Canonniers 1 évoluant en National 1
- Canonniers 2 évoluant en Division 3 Ouest
- Canonniers 3 évoluant en Régionale

Le nom des « Canonniers » n'est apparu qu'en 2007, mais la section floorball de Nantes a été créée en 1987 au sein du CLAP (Création pour des Loisirs et des Activités Physiques sportives). L'association créée en 1985 est présidée aujourd’hui par l'un des membres fondateurs de la FFFL (Fédération Française de Floorball), Manuel Alexandre.
Nantes Floorball est rattaché à l'UFOLEP et initie 600 à 800 enfants en activités multisports. L'association est partenaire de la ville de Nantes et est aussi affiliée à l'OMS de Nantes (Office Municipale du Sport). La Ville de Nantes par le biais des éducateurs sportifs propose le floorball pendant le temps scolaire et périscolaire, le club intervient en soutien sur le temps extrascolaire. Globalement, chaque année, c'est plus de 1200 jeunes de 6 à 16 ans qui sont initiés à la pratique de notre sport.

## Les participations aux championnats et aux tournois

### Le championnat FFFL
Le championnat FFFL est actuellement[Quand ?] organisé sur plusieurs weekends où toutes les équipes se retrouvent accueillies par un club pour jouer 1 à 2 matchs. Les derniers weekends sont consacrés aux play-offs afin de déterminer le champion FFFL Division 1 et Division 2. Les Canonniers participent depuis 2004, année de sa création, au championnat. Depuis, ses débuts, le club a connu des fortunes diverses en championnat. Après avoir passé 7 ans en D1, le club a été relégué en D2 à l'issue de la saison 2010-2011 après avoir terminé à la 7e place du championnat. Après 2 ans en Division 2 Nantes Floorball retrouve l'élite grâce à une saison complète et sérieuse en écartant aux play-offs Strasbourg (7-6) et Saint Étienne (11-1).
| Saison    | Division        | Classement | Champion                | Vice-champion             | Play-off/Play down                                    |
| --------- | --------------- | ---------- | ----------------------- | ------------------------- | ----------------------------------------------------- |
| 2004-2005 | D1 (4 équipes)  | 3          | Marseille Rascasses     | IFK Paris                 |                                                       |
| 2005-2006 | D1 (6 équipes)  | 3          | Marseille Rascasses     | IFK Paris                 |                                                       |
| 2006-2007 | D1 (9 équipes)  | 4          | Paris UC                | Marseille Rascasses       |                                                       |
| 2007-2008 | D1 (10 équipes) | 5          | Paris UC                | IFK Paris                 |                                                       |
| 2008-2009 | D1 (5 équipes)  | 5          | IFK Paris               | Marseille Rascasses       |                                                       |
| 2009-2010 | D1 (8 équipes)  | 6          | IFK Paris               | Paris UC                  |                                                       |
| 2010-2011 | D1 (8 équipes)  | 7          | IFK Paris               | Paris UC                  |                                                       |
| 2011-2012 | D2 (17 équipes) | 4          | Phoenix Floorball Club  | Sentinelles de Strasbourg | éliminé en 1/2 finale de play-offs                    |
| 2012-2013 | D2 (21 équipes) | 3          | Trolls d'Annecy         | Caen Floorball            | éliminé en 1/2 finale de play-offs mais remonte en D1 |
| 2013-2014 | D1 (10 équipes) | 9          | Trolls d'Annecy         | IFK Paris                 |                                                       |
| 2014-2015 | D1 (10 équipes) | 9          | IFK Paris               | Phoenix Floorball Club    |                                                       |
| 2015-2016 | D2 (28 équipes) | 7          | Marseille Floorball     | Dahuts du Lac 1           | éliminé en 1/4 finale de play-offs                    |
| 2016-2017 | D2 (30 équipes) | 4          | Tigres du Grésivaudan 2 | Caen Floorball            | éliminé en 1/2 finale de play-offs                    |
| 2017-2018 | N2 (12 équipes) | 1          | Nantes Floorball        | Sentinelles de Strasbourg | CHAMPION N2                                           |
| 2018-2019 | N1 (12 équipes) |            |                         |                           |                                                       |

### Le championnat UFOLEP
Le championnat UFOLEP est organisé sur un weekend. Le club des Canonniers s'est imposé dans ce championnat de France UFOLEP de 2006 à 2013.
| Année | Champion             |
| ----- | -------------------- |
| 2006  | Canonniers de Nantes |
| 2007  | Canonniers de Nantes |
| 2008  | Canonniers de Nantes |
| 2009  | Canonniers de Nantes |
| 2010  | Canonniers de Nantes |
| 2011  | Canonniers de Nantes |
| 2012  | Canonniers de Nantes |
| 2013  | Canonniers de Nantes |

### L'Open de Nantes
L'Open de Nantes est un tournoi de pré-saison organisé par le club de Nantes. Il se déroule généralement au début du mois d'octobre. Ce tournoi a vu le jour en 2008.
| Année | Classement    | Champion             | Vice-champion         |
| ----- | ------------- | -------------------- | --------------------- |
| 2008  | 1 (4 équipes) | Canonniers de Nantes | Gladiateurs d'Orléans |
| 2009  | 2 (4 équipes) | Paris UC             | Canonniers de Nantes  |
| 2010  | 1 (6 équipes) | Canonniers de Nantes | Ericsson Vikings      |
| 2011  | 3 (5 équipes) | Paris UC             | Panthères de Rennes   |
| 2012  | 1 (6 équipes) | Canonniers de Nantes | Gladiateurs d'Orléans |
| 2013  | 2 (6 équipes) | Paris UC             | Nantes Floorball 1    |

### Le tournoi de la Francophonie
Le tournoi de la Francophonie se déroule une fois par an, aux alentours du weekend de la Pentecôte, en Belgique, en Suisse ou en France.
| Année | Lieu              | Classement    | Champion                 | Vice-champion         |
| ----- | ----------------- | ------------- | ------------------------ | --------------------- |
| 2008  | Liège             | 4 (8 équipes) | Union Beynoise Unihockey | Tornados de Bruxelles |
| 2009  | Yverdon-les-Bains | 5 (6 équipes) | Lyon floorball club      | Liège                 |
| 2010  | Liège             | 5 (8 équipes) | Aubange                  | Liège                 |
| 2011  | Nantes            | 1 (8 équipes) | Canonniers de Nantes     | Liège                 |
| 2012  | Liège             | ? (8 équipes) | Phoenix Floorball Club   | Liège                 |
| 2013  | Yverdon           | ? (8 équipes) | Morges                   | Team Francophonie     |
| 2015  | Liège             | ? (8 équipes) | Panthers Hannut          | Liège                 |

### Floorball Czech Open
Le Floorball Czech Open est un tournoi de floorball international organisé depuis 1993. Lors de sa 21e édition, en 2013, Nantes Floorball a été le premier club français à s'y inscrire.
Les nantais ont commencé par un match d'entraînement contre l'équipe suisse UHT JS Wygorazzi. Ensuite, dans la catégorie « hommes » du tournoi (125 équipes inscrites) ils ont rencontré TJ Sokol Jaromer (CZE), Club David (FIN) et TJ Sokol Kralovsze Vinohrady (CZE), vainqueurs de la catégorie. Ils seront éliminés par les Tchèques du SKP Olympia Kutna Hora en 128e de finale.

## Joueurs emblématiques
Linus Ruda
Joueur d'origine suédoise ayant participé pendant 3 ans au championnat français dans l'équipe des Canonniers. Il a contribué, grâce à son expérience, à faire progresser le niveau de jeu des joueurs du club. Il est désigné MVP du championnat de France Floorball Division 1 en 2007. Il participe actuellement au championnat suédois dans le club de Klockarbergets Bollklubb.
Aymeric Neveu
Joueur ayant participé aux premières sélections en équipe de France. C'est un joueur d'expérience formé au maniement de la crosse par le club de hockey sur glace des « Corsaires de Nantes ». Il est désigné MVP du championnat de France Floorball Division 1 en 2006. Il est actuellement expatrié au Canada ou il participe au championnat de la ligue MFL (Ligue de Floorball de Montréal) dans le club de « Red Zone Floorball Club ».
Erick Anderson
Erick Anderson, en 1988, a posé les bases du floorball à Nantes en donnant les premiers conseils aux joueurs. Il a permis de poser les fondations de ce que sont les Canonniers de Nantes aujourd'hui. C'est le premier joueur à donner des conseils précieux sur les règles et le matériel de compétition. Erick passera par la suite le flambeau à François Bouchereau et à Julien Blit, les deux premiers Nantais à participer au championnat du monde groupe C à Madrid en 2004.
François Bouchereau
Premier défenseur Nantais à participer au championnat du monde (Groupe C) à Madrid en 2004.
Julien Blit
Premier gardien Nantais à participer au championnat du monde (Groupe C) à Madrid en 2004.